# IJzerbroeken
De IJzerbroeken zijn de overstroombare gras- en broeklanden langs de rivier de IJzer in België. Ze bevinden zich op de rechteroever stroomopwaarts van Diksmuide en langs weerszijden stroomopwaarts van Fintele.
Door het laag verval van de IJzer stroomt het water bij hevige neerslag niet snel genoeg naar de zee. Daarenboven kan de IJzer in Nieuwpoort enkel bij laagwater lozen. Bij hevige regenval treedt de rivier buiten zijn oevers en neemt zijn winterbed, de IJzerbroeken, in.
De winterse overstromingen gebeuren van oudsher. Nog steeds overstromen de broeken meerdere keren per winter. Omdat niemand het in zijn hoofd haalde om er te bouwen, halen deze overstromingen die regelmatig enkele duizenden hectare blank zetten, bijna nooit het nieuws: het gebied is namelijk hoofdzakelijk ingericht als hooiland of graasweide. Door de uitgestrektheid, waterrijkdom en relatieve ecologische gaafheid vormen de IJzerbroeken een van de belangrijkste vogelgebieden van België. De IJzerbroeken zijn aangeduid als Europees Natura 2000-gebied (vogelrichtlijngebied 'IJzervallei' BE2500831) en tevens als drasland van internationaal belang onder de Conventie van Ramsar.
Op de laagste zone van de IJzerbroeken ligt het natuurgebied De Blankaart, waar Natuurpunt vzw anno 2015 aan de weg timmert voor het natuurherstel. In de rest van de IJzerbroeken neemt het Agentschap voor Natuur en Bos van de Vlaamse overheid het voortouw.